# Petre Nicoșaru
Petre Nicoșaru (n. 17 martie 1920, Botoșani – d. 15 iulie 1989, București) a fost un scriitor, jurnalist și istoric român.
Este considerat de populația română drept o persoană de o cultură deosebită, și un istoric care criticǎ și se manifestă în relațiile internaționale ale României, mai ales în perioada interbelică. A publicat unele articole și lucrări în ziarul "Ziua Politică", și "România Noastră", dar evitând interviurile de la radio.
A fost criticat și presat de autoritățile române, astfel în anul 1974 este impus să emigreze în Elveția unde își continuă activitatea de critic și publicist. În anul 1986 s-a întors în România, unde a decedat la 15 iulie 1989, la București.
În zilele noastre au rămas puține din lucrările sale, dar unii istorici în cărțile sale încă continuă să îl citeze sau să îl descrie ("Istoria Românilor", D.Giurescu (România, 2011). 